# A magányos lovas (film, 2013)
A magányos lovas (eredeti cím: The Lone Ranger) 2013-ban bemutatott amerikai western-kalandfilm, melynek rendezője Gore Verbinski, forgatókönyvírója Justin Haythe, Ted Elliott és Terry Rossio. Az azonos nevű címszereplő alapján a film főszereplője Johnny Depp mint Tonto, az események narrátora, és Armie Hammer mint John Reid, a magányos lovas. A karakter 1933-ban tűnt fel először, mint egy rádiójáték szereplője, ezután tévésorozat és rajzfilmsorozat is készült a kalandjaiból. 2013-ban készült először mozifilm belőle.
A film világpremierje a Hyperion moziban volt 2013. június 22-én, az Amerikai Egyesült Államokban 2013. július 3-án mutatták be, Magyarországon egy héttel később szinkronizálva, július 11-én a Fórum Hungary jóvoltából.
Általánosságban negatív kritikákat kapott az értékelőktől, akik kritizálták Hammer és Depp alakítását és a forgatókönyvet, bár egyesek dicsérték a sminket és a vizuális effektusokat. A jegypénztáraknál hatalmasat bukott, a 215 millió dolláros gyártási költséghez, és a legalább ekkorára rúgó promóciós költséghez képest világszerte csak 260,5 millió dollárt hozott, így legalább 190 millió dolláros volt a bukás, amivel az egyik legnagyobb filmes pénzügyi bukást sikerült összehozni. A film két Oscar-jelölést kapott – a legjobb vizuális effektek, valamint a legjobb smink és frizura kategóriában, de azokat sem nyerte el.

## Cselekmény
A történet 1933-ban kezdődik egy San Franciscó-i vidámparkban, ahol egy Will nevű fiú, aki bálványozza a legendás Lone Rangert, találkozik az idős komancs Tontóval, aki elmeséli a vadnyugati kalandorral kapcsolatos élményeit.
1869-ben John Reid ügyvéd hazatér a texasi Colbyba a még be nem fejezett transzkontinentális vasúton keresztül, amelynek építését Latham Cole vasútmágnás irányítja. Reid nem tudja, hogy a vonaton Tonto és a törvényen kívüli Butch Cavendish is utazik, akit akasztásra szállítanak, miután Dan Reid, John Texas Ranger bátyja elfogta. Cavendish bandája megmenti Butchot, és kisiklatja a vonatot. Tontót ezt követően bebörtönzik. Dan helyettesíti Johnt Texas Rangerként, és egy ezüstcsillagos jelvényt kap, amely néhai apjuké volt, és hat másik társával a Cavendish-banda nyomába ered. Cavendish emberei rajtaütnek üldözőiken, és megölik őket, miközben Cavendish a tőrével megöli Dant, és bosszúból a börtönbüntetésért felfalja a szívét. A börtönből megszökött Tonto rátalál a halottakra, és eltemeti őket.
Egy fehér szellemló felébreszti Johnt, mint „szellemjárót”, és Tonto elmagyarázza, hogy Johnt nem lehet megölni csatában. Tonto azt is elmondja, hogy Collins, az egyik erdőjáró elárulta Dant, és Cavendishnek dolgozik. Mivel Johnt halottnak hiszik, maszkot visel, hogy megvédje kilétét az ellenségtől. Tonto átad Johnnak egy ezüstgolyót, amelyet az elesett rangerek jelvényeiből készítettek, és azt mondja neki, hogy használja Cavendish ellen, akiről úgy gondolja, hogy egy wendigo nevű misztikus szörnyeteg.
A Hell on Wheels bordélyházban, ahol Collins nemrég járt, Red Harrington tájékoztatja őket Dan és Collins harcáról egy elátkozott ezüst miatt.
Eközben Cavendish emberei komancsoknak álcázva portyáznak a határ menti településeken. John és Tonto azután érkezik, hogy a fosztogatók elrabolják Dan özvegyét és fiát, Rebeccát és Dannyt. Collins megbánva korábbi tetteit, megpróbál segíteni az anyának és a gyermeknek elmenekülni, de Cole lelövi. Azt állítva, hogy a fosztogatók ellenséges komancsok, Cole bejelenti a vasútvonal építésének folytatását, és Jay Fuller amerikai lovassági századost küldi ki a komancsok kiirtására. Egy komancs törzs elfogja Johnt és Tontót, miután vasúti síneket találnak az indiánok területén. A vezető elmeséli Johnnak Tonto múltját: gyerekkorában Tonto megmentette Cavendish-t és egy másik férfit a közelgő haláltól, később pedig egy zsebóráért cserébe megmutatott nekik egy ezüstérccel teli hegyet. A férfiak meggyilkolták a törzset, hogy titokban tartsák a helyet, így Tonto nagy bűntudatot érzett, ami miatt azt gondolja, hogy ők ketten is wendigók.
Tonto és John elmenekül, miközben a lovasság megtámadja a komancsokat. Az ezüstbányánál a duó elfogja Cavendish-t. Tonto azt követeli Johntól, hogy az ezüstgolyót használja Cavendish megölésére, de John visszautasítja. Miután Cavendish-t visszaadják Cole és Fuller őrizetébe, Cole-ról kiderül, hogy Cavendish társa és testvére. Fuller, attól félve, hogy háborús bűnösnek bélyegzik, amiért ok nélkül lemészárolta a törzset, Cole pártjára áll. Rebeccát túszul ejtik, Johnt pedig visszaviszik a bányába, hogy kivégezzék. Tonto megmenti őt, és mindketten elmenekülnek. Felismerve, hogy Cole túl erős ahhoz, hogy törvényes úton leszámoljanak vele, és megbánva, hogy Tonto semmibe vétele miatt arroganciája a komancsok tömeges lemészárlásához és szerettei elrablásához vezetett, John ismét felveszi a maszkot.
A Promontory-csúcson, a vasút egyesülési ünnepségén Cole felfedi valódi tervét: átveszi az irányítást a vasúttársaság felett, és a bányászott ezüstöt felhasználva még nagyobb hatalomra tesz szert. John és Tonto nitroglicerint lopnak, és azzal elpusztítanak egy vasúti hidat. Red segítségével Tonto ellopja az ezüstöt szállító vonatot, Cole, Cavendish és Fuller pedig üldözőbe veszi egy második vonattal, amelyen Rebecca és ifjabb Dan fogságban van. John lóháton üldözi a vonatot. A vad üldözés és a két vonaton vívott harcok után John megöli Cavendish-t és Fullert, majd megmenti Rebeccát és ifjabb Dant. Tonto visszaadja Cole-nak a zsebórát, amelyet az elmúlt évek alatt őrizgetett, mielőtt a vonat lehajt a lerombolt hídról, és Cole-t a sok ezüst alá temeti.
A város hősként ismeri el Johnt, és felajánl neki egy rendfenntartói állást, de John visszautasítja, és Tontóval együtt ellovagol.
Visszatérve 1933-ba, Will megkérdőjelezi a történet igazságtartalmát, mire Tonto egy ezüstgolyót ad neki, azt mondja, döntse el maga, majd varjú alakjában távozik. Will felbuzdulva maszkot húz az arcára.

## Szereplők
| Szerep                     | Színész              | Magyar hang      |
| -------------------------- | -------------------- | ---------------- |
| John Reid / Magányos lovas | Armie Hammer         | Zöld Csaba       |
| Tonto                      | Johnny Depp          | Király Attila    |
| Butch Cavendish            | William Fichtner     | Epres Attila     |
| Latham Cole                | Tom Wilkinson        | Szilágyi Tibor   |
| Rebecca Reid               | Ruth Wilson          | Varga Gabriella  |
| Red Harrington             | Helena Bonham Carter | Pikali Gerda     |
| Dan Reid                   | James Badge Dale     | Kaszás Gergő     |
| Danny Reid                 | Bryant Prince        | Straub Martin    |
| Jay Fuller kapitány        | Barry Pepper         | Stohl András     |
| Will                       | Mason Cook           | Császár András   |
| Nagy Medve főnök           | Saginaw Grant        | Szokolay Ottó    |
| Frank                      | Harry Treadaway      | Szatory Dávid    |
| Hollis                     | Lew Temple           | Horányi László   |
| Collins                    | Leon Rippy           | Varga Tamás      |
| Habberman                  | Stephen Root         | Szélyes Imre     |
| Barret                     | James Frain          | Welker Gábor     |
| Ray                        | Damon Herriman       | Kapácsy Miklós   |
| Jesus                      | Joaquín Cosio        | Schneider Zoltán |

## Kritika
A kritika itthon és külföldön is elásta a filmet, kiemelték, hogy a film nem találja a helyét, komédiának nem elég vicces, sőt néha kimondottan erőszakos, komolyabb filmnek viszont súlytalan. Kitértek a főszereplők esetlen játékára, és arra is, hogy a címszereplőt egy lényegében ismeretlen színész (Hammer) játssza, meglehetősen sótlanul, de Depp alakításáról sem voltak jó véleménnyel. A filmet pedig sok helyen unalmasnak és klisésnek találták, ami fárasztó viccelődéssekkel akar szórakoztatni, ezen pedig a költséges látványelemek sem tudtak segíteni. A költségek elszállásával pedig jött az anyagi fiaskó is. Depp és Hammer ráadásul légből kapott indokokkal a kritikusokat vádolták a film anyagi kudarcáért.

## Médiakiadás
A magányos lovast a Walt Disney Studios Home Entertainment 2013. december 17-én adta ki Blu-ray-en és DVD-n. Október 31-én jelent meg Ausztráliában.

## Folytatás
A film megjelenése előtt, június 3-án Jerry Bruckheimer azt nyilatkozta, hogy szeretné, ha a Magányos lovas újra nyeregbe ülne, és Johnny Deppet ismét a franchise-ba helyezze. A kritikai, de főleg anyagi kudarc után viszont erre nem voltak próbálkozások.

## Fordítás
- Ez a szócikk részben vagy egészben  a   The Lone Ranger (2013 film) című angol Wikipédia-szócikk fordításán alapul.  Az eredeti cikk szerkesztőit annak laptörténete sorolja fel. Ez a jelzés csupán a megfogalmazás eredetét és a szerzői jogokat jelzi, nem szolgál a cikkben szereplő információk forrásmegjelöléseként.